# 無形學院
無形學院一詞首先出現於罗伯特·波义耳於1646年和1647年寫的兩封信中，信裡描述倫敦小酒館中的午餐會，當時尚無正式的期刊出版，科學家總是把自己的研究成果寫成書籍，而且透過私人通信、書店瀏覽和私下傳閱等方式來進行交流，此即為無形學院。
科學家一方面生產資訊，將研究成果透過正式與非正式的管道傳播出去，另一方面尋求資訊，亦藉由正式與非正式的傳播管道得到資訊，正式的傳播管道以圖書和期刊為主，非正式的管道則包括出席會議、電話交談、私人通信、以及交換論文初稿等。經由非正式的社交接觸與資訊交換，科學家建立起彼此的友誼與討論的習慣，掌握最新科學發展的訊息，此非正式管道即形成無形學院。
廣義的無形學院，泛指科學家之間一套非正式的溝通關係，此現象迄今依然存在，所以，探討學術資訊傳播與尋求行為上，無形學院佔有舉足輕重的地位。